# Colorado State Rams football
I Colorado State Rams sono la squadra di football americano di college che rappresenta l'Università Statale del Colorado (CSU). Dal 2017 giocano le partite interne al Canvas Stadium a Fort Collins. Dal 2022 l'allenatore è Jay Norvell. I Rams militano nella Mountain West Conference della Divisione I della Football Bowl Subdivision (FBS) della NCAA.

## Allenatori
Di seguito l'elenco dei capo allenatori dei Colorado State Rams.
| Capo allenatori |                   |               |
| N.              | Allenatore        | Stagioni      |
| 1               | nessun allenatore | 1893–1894     |
| 2               | nessuna squadra   | 1895–1898     |
| 3               | W. J. Forbes      | 1899          |
| 4               | George Toomey     | 1900–1901     |
| 5               | C. J. Griffith    | 1901–1902     |
| 6               | Matt Rothwell     | 1903          |
| 7               | John H. McIntosh  | 1904–1905     |
| 8               | Claude Rothgeb    | 1906–1909     |
| 9               | George Cassidy    | 1910          |
| 10              | Harry W. Hughes   | 1911–1941     |
| 11              | Julius Wagner     | 1942          |
| 12              | Nessuna squadra   | 1943–1944     |
| 13              | Julius Wagner     | 1945–1946     |
| 14              | Harry W. Hughes   | 1946          |
| 15              | Bob Davis         | 1947–1955     |
| 16              | Don Mullison      | 1956–1961     |
| 17              | Mike Lude         | 1962–1969     |
| 18              | Jerry Wampfler    | 1970–1972     |
| 19              | Sark Arslanian    | 1973–1981     |
| 20              | Chester Caddas †  | 1981          |
| 21              | Leon Fuller       | 1982–1988     |
| 22              | Earle Bruce       | 1989–1992     |
| 23              | Sonny Lubick      | 1993–2007     |
| 24              | Steve Fairchild   | 2008–2011     |
| 25              | Jim McElwain      | 2012–2014     |
| 26              | Dave Baldwin †    | 2014          |
| 27              | Mike Bobo         | 2015–2019     |
| 28              | Steve Addazio     | 2020–2021     |
| 29              | Jay Norvell       | 2022–presente |

† = Capo allenatore ad interim

## Titoli

### Titoli di conference
| Titoli di conference        |                                    |                             |                             |                    |
| Stagione                    | Conference                         | Allenatore                  | Record complessivo          | Record di division |
| 1915                        | Rocky Mountain Athletic Conference | Harry W. Hughes             | 7–0                         | 7–0                |
| 1916                        | Rocky Mountain Athletic Conference | Harry W. Hughes             | 6–0–1                       | 6–0–1              |
| 1919                        | Rocky Mountain Athletic Conference | Harry W. Hughes             | 7–1                         | N.D.               |
| 1920                        | Rocky Mountain Athletic Conference | Harry W. Hughes             | 6–1–1                       | 6–0–1              |
| 1925                        | Rocky Mountain Athletic Conference | Harry W. Hughes             | 9–1                         | 8–0                |
| 1927                        | Rocky Mountain Athletic Conference | Harry W. Hughes             | 7–1                         | 7–1                |
| 1933                        | Rocky Mountain Athletic Conference | Harry W. Hughes             | 5–1–1                       | N.D.               |
| 1934                        | Rocky Mountain Athletic Conference | Harry W. Hughes             | 6–2–1                       | N.D.               |
| 1955                        | Skyline Conference                 | Bob Davis                   | 8–2                         | 6–1                |
| 1994                        | Mountain West Conference           | Sonny Lubick                | 10–2                        | 7–1                |
| 1995                        | Mountain West Conference           | Sonny Lubick                | 8–4                         | 6–2                |
| 1997                        | Mountain West Conference           | Sonny Lubick                | 11–2                        | 7–1                |
| 1999                        | Mountain West Conference           | Sonny Lubick                | 8–4                         | 5–2                |
| 2000                        | Mountain West Conference           | Sonny Lubick                | 10–2                        | 7–1                |
| 2002                        | Mountain West Conference           | Sonny Lubick                | 10–4                        | 6–1                |
| Totale titoli di conference | Totale titoli di conference        | Totale titoli di conference | Totale titoli di conference | 15                 |

## Giocatori selezionati nel Draft NFL
Nel seguito la lista dei giocatori dei Colorado State Rams selezionati nel draft NFL.
| Giocatori selezionati        |                              |                              |                              |                              |            |       |
| Draft                        | Giro                         | Scelta                       | Scelta assoluta              | Giocatore                    | Squadra    | Ruolo |
| 2022                         | 2                            | 23                           | 55                           | Trey McBride                 | Cardinals  | TE    |
| 2019                         | 7                            | 33                           | 247                          | Olabisi Johnson              | Vikings    | WR    |
| 2018                         | 3                            | 17                           | 81                           | Michael Gallup               | Cowboys    | WR    |
| 2016                         | 5                            | 35                           | 172                          | Rashard Higgins              | Browns     | WR    |
| 2016                         | 6                            | 19                           | 194                          | Cory James                   | Raiders    | LB    |
| 2015                         | 2                            | 27                           | 59                           | Ty Sambrailo                 | Broncos    | T     |
| 2015                         | 3                            | 11                           | 75                           | Garrett Grayson              | Saints     | QB    |
| 2014                         | 2                            | 11                           | 43                           | Weston Richburg              | Giants     | C     |
| 2014                         | 3                            | 35                           | 99                           | Crockett Gillmore            | Ravens     | TE    |
| 2010                         | 6                            | 18                           | 187                          | Shelley Smith                | Texans     | G     |
| 2009                         | 4                            | 34                           | 134                          | Gartrell Johnson             | Chargers   | RB    |
| 2007                         | 5                            | 34                           | 171                          | Clint Oldenburg              | Patriots   | T     |
| 2006                         | 7                            | 43                           | 251                          | David Anderson               | Texans     | WR    |
| 2005                         | 6                            | 24                           | 198                          | Joel Dreessen                | Jets       | TE    |
| 2004                         | 6                            | 27                           | 192                          | Dexter Wynn                  | Eagles     | DB    |
| 2004                         | 7                            | 49                           | 250                          | Bradlee Van Pelt             | Broncos    | QB    |
| 2004                         | 7                            | 54                           | 255                          | Andre Sommersell             | Raiders    | LB    |
| 2001                         | 4                            | 22                           | 117                          | John Howell                  | Buccaneers | DB    |
| 2001                         | 6                            | 25                           | 188                          | Rick Crowell                 | Dolphins   | LB    |
| 2000                         | 5                            | 8                            | 137                          | Clark Haggans                | Steelers   | LB    |
| 2000                         | 7                            | 30                           | 236                          | Erik Olson                   | Jaguars    | DB    |
| 1999                         | 3                            | 12                           | 73                           | Joey Porter                  | Steelers   | DE    |
| 1999                         | 3                            | 27                           | 88                           | Anthony Cesario              | Jaguars    | G     |
| 1999                         | 5                            | 27                           | 160                          | Jason Craft                  | Jaguars    | DB    |
| 1999                         | 6                            | 17                           | 186                          | Darran Hall                  | Oilers     | WR    |
| 1998                         | 7                            | 43                           | 232                          | Moses Moreno                 | Bears      | QB    |
| 1997                         | 6                            | 9                            | 172                          | Calvin Branch                | Raiders    | RB    |
| 1996                         | 3                            | 9                            | 70                           | Brady Smith                  | Saints     | DE    |
| 1996                         | 4                            | 25                           | 120                          | Sean Moran                   | Bills      | DE    |
| 1996                         | 5                            | 12                           | 144                          | Greg Myers                   | Bengals    | DB    |
| 1996                         | 5                            | 24                           | 156                          | Ray Jackson                  | Bills      | DB    |
| 1992                         | 7                            | 9                            | 177                          | Selwyn Jones                 | Browns     | DB    |
| 1987                         | 1                            | 6                            | 6                            | Kelly Stouffer               | Cardinals  | QB    |
| 1987                         | 6                            | 3                            | 143                          | Steve Bartalo                | Buccaneers | RB    |
| 1987                         | 7                            | 21                           | 189                          | Steve DeLine                 | 49ers      | K     |
| 1986                         | 3                            | 11                           | 66                           | Terry Unrein                 | Chargers   | DE    |
| 1985                         | 4                            | 26                           | 110                          | Keli McGregor                | Broncos    | TE    |
| 1985                         | 12                           | 13                           | 321                          | Harper LeBel                 | Chiefs     | C     |
| 1984                         | 5                            | 18                           | 130                          | Kevin Call                   | Colts      | T     |
| 1984                         | 6                            | 18                           | 158                          | Terry Nugent                 | Browns     | QB    |
| 1981                         | 6                            | 13                           | 151                          | Alvin Lewis                  | Broncos    | RB    |
| 1981                         | 10                           | 22                           | 270                          | Larry Jones                  | Oilers     | RB    |
| 1980                         | 5                            | 19                           | 129                          | Keith Lee                    | Bills      | DB    |
| 1980                         | 8                            | 5                            | 198                          | Dupree Branch                | Cardinals  | DB    |
| 1979                         | 1                            | 2                            | 2                            | Mike Bell                    | Chiefs     | DE    |
| 1979                         | 4                            | 20                           | 102                          | Mark Bell                    | Seahawks   | TE    |
| 1979                         | 5                            | 20                           | 130                          | Mark Bell                    | Cardinals  | WR    |
| 1979                         | 11                           | 17                           | 292                          | Bill Leer                    | Falcons    | C     |
| 1978                         | 2                            | 12                           | 40                           | Al Baker                     | Lions      | DE    |
| 1978                         | 7                            | 14                           | 180                          | Cliff Featherstone           | Chargers   | DB    |
| 1978                         | 8                            | 13                           | 207                          | Mark Nichols                 | Raiders    | DE    |
| 1978                         | 9                            | 18                           | 240                          | Mike Deutsch                 | Vikings    | P     |
| 1978                         | 11                           | 21                           | 299                          | Ron Harris                   | Vikings    | RB    |
| 1977                         | 3                            | 21                           | 77                           | Keith King                   | Chargers   | DB    |
| 1976                         | 1                            | 26                           | 26                           | Kevin McLain                 | Rams       | LB    |
| 1976                         | 8                            | 11                           | 220                          | Jerome Dove                  | Raiders    | DB    |
| 1976                         | 11                           | 1                            | 292                          | Melvin Washington            | Buccaneers | DB    |
| 1976                         | 13                           | 21                           | 368                          | Dan O'Rourke                 | Oilers     | WR    |
| 1976                         | 13                           | 25                           | 372                          | Gary Paulson                 | Vikings    | DE    |
| 1976                         | 13                           | 27                           | 374                          | Mark Driscoll                | Cowboys    | QB    |
| 1975                         | 1                            | 25                           | 25                           | Mark Mullaney                | Vikings    | DE    |
| 1975                         | 2                            | 1                            | 27                           | Al Simpson                   | Giants     | T     |
| 1975                         | 7                            | 1                            | 157                          | Kim Jones                    | Colts      | RB    |
| 1975                         | 12                           | 16                           | 302                          | Willie Miller                | Oilers     | WR    |
| 1975                         | 14                           | 23                           | 361                          | John Graham                  | Dolphins   | QB    |
| 1975                         | 16                           | 17                           | 407                          | Pete Clark                   | Cowboys    | TE    |
| 1974                         | 9                            | 25                           | 233                          | Jim Kennedy                  | Redskins   | TE    |
| 1974                         | 11                           | 9                            | 269                          | Greg Battle                  | 49ers      | DB    |
| 1973                         | 4                            | 14                           | 92                           | Perry Smith                  | Raiders    | DB    |
| 1973                         | 11                           | 22                           | 282                          | Gerald Caswell               | Cowboys    | G     |
| 1972                         | 3                            | 18                           | 70                           | Lawrence McCutcheon          | Rams       | RB    |
| 1972                         | 3                            | 21                           | 73                           | Jim White                    | Patriots   | DE    |
| 1971                         | 11                           | 21                           | 281                          | Phil Webb                    | Lions      | DB    |
| 1970                         | 11                           | 20                           | 280                          | Earlie Thomas                | Jets       | DB    |
| 1969                         | 5                            | 10                           | 114                          | Bill Kishman                 | Redskins   | DB    |
| 1969                         | 6                            | 17                           | 147                          | Terry Swarn                  | Chargers   | WR    |
| 1969                         | 16                           | 24                           | 414                          | Floyd Kerr                   | Cowboys    | DB    |
| 1968                         | 3                            | 6                            | 61                           | John Henderson               | Steelers   | DB    |
| 1968                         | 7                            | 2                            | 167                          | Oscar Reed                   | Vikings    | WR    |
| 1968                         | 8                            | 12                           | 204                          | Al Lavan                     | Eagles     | DB    |
| 1968                         | 10                           | 2                            | 248                          | Mike Tomasini                | Falcons    | DT    |
| 1968                         | 15                           | 10                           | 391                          | Jim Oliver                   | Lions      | RB    |
| 1968                         | 17                           | 16                           | 451                          | Gene Layton                  | Bears      | DT    |
| 1964                         | 15                           | 3                            | 199                          | Dick Evers                   | Redskins   | T     |
| 1961                         | 18                           | 10                           | 248                          | Kay McFarland                | 49ers      | RB    |
| 1961                         | 20                           | 8                            | 274                          | Leo Reed                     | Cardinals  | E     |
| 1960                         | 11                           | 4                            | 124                          | Jim Eifrid                   | Redskins   | C     |
| 1960                         | 14                           | 6                            | 162                          | Brady Keyes                  | Steelers   | DB    |
| 1959                         | 12                           | 4                            | 136                          | Ron Stehouwer                | Lions      | T     |
| 1959                         | 23                           | 2                            | 266                          | Freddie Glick                | Cardinals  | DB    |
| 1956                         | 1                            | 1                            | 1                            | Gary Glick                   | Steelers   | QB    |
| 1956                         | 7                            | 2                            | 75                           | Larry Barnes                 | 49ers      | B     |
| 1956                         | 10                           | 3                            | 112                          | Jerry Zaleski                | 49ers      | B     |
| 1955                         | 23                           | 7                            | 272                          | Jerry Callahan               | Giants     | B     |
| 1954                         |                              |                              |                              |                              |            |       |
| 15                           | 12                           | 181                          | Kirk Hinderlider             | Lions                        | E          |       |
| 30                           | 1                            | 350                          | Alex Burl                    | Cardinals                    | B          |       |
| 1953                         | 26                           | 7                            | 308                          | Harvey Achziger              | Eagles     | T     |
| 1952                         | 22                           | 8                            | 261                          | Jim David                    | Lions      | E     |
| 1951                         | 6                            | 5                            | 67                           | Dale Dodrill                 | Steelers   | G     |
| 1951                         | 6                            | 7                            | 69                           | Jack Christiansen            | Lions      | DB    |
| 1950                         | 2                            | 13                           | 27                           | Thurman (Furn) McGraw        | Lions      | T     |
| 1949                         | 19                           | 7                            | 188                          | Bob Hainlen                  | Redskins   | B     |
| 1944                         | 8                            | 5                            | 70                           | Roy Clay                     | Giants     | B     |
| 1943                         | 18                           | 1                            | 161                          | Chet Maeda                   | Lions      | B     |
| 1943                         | 24                           | 3                            | 223                          | Lou (Dude) Dent              | Dodgers    | B     |
| Totale giocatori selezionati | Totale giocatori selezionati | Totale giocatori selezionati | Totale giocatori selezionati | Totale giocatori selezionati | 106        | 106   |